# Calamus arborescens
Calamus arborescens är en enhjärtbladig växtart som beskrevs av William Griffiths. Calamus arborescens ingår i släktet Calamus och familjen Arecaceae. Inga underarter finns listade i Catalogue of Life.